# Candy (chanson de Kumi Kōda)
Pour les articles homonymes, voir Candy.
Singles de Kumi Kōda
Feel
(2006) No Regret
(2006)
Candy est le 25e single de Kumi Kōda sorti sous le label Rhythm Zone le 18 janvier 2006 au Japon. Il atteint la 3e place du classement de l'Oricon. Il se vend à 37 581 exemplaires la première semaine, et reste classé pendant 7 semaines, pour un total de 47 856 exemplaires vendus. Candy est le 7e single d'une série de 12, un nouveau sort chaque semaine pendant 12 semaines. Sur chaque pochette de ses différents singles, Kumi porte une robe traditionnelle d'un pays; pour Candy c'est le thème de l'Afrique comportant beaucoup de pays avec des cultures différentes.
Candy se trouve sur les deux compilations Best: Second Session et Out Works and Collaboration Best.

## Liste des titres
Toutes les paroles sont écrites par Kumi Kōda, Mr. Blistah.
| 1. | Candy feat. Mr. Blistah                | Daisuke "D.I" Imai | 4:15 |
| 2. | Candy feat. Mr. Blistah (instrumental) | Daisuke "D.I" Imai | 4:12 |